# Cristian Favre
Cristian Favre (Esperanza, Santa Fe, 20 de enero de 1974) es un exfutbolista argentino que jugaba como volante.

## Trayectoria

### Mitre de Esperanza
Favre debutó con la camiseta del Club Bartolomé Mitre, de su ciudad natal, a una temprana edad.

### Unión
Luego de su gran actuación en el club de Esperanza, pasó a Unión en el año 1992. Jugó en el tatengue hasta 1995.

### Atlético Tucumán
A mediados de 1995 se mudó a San Miguel de Tucumán, para sumarse a Atlético Tucumán. Su primera etapa en el decano fue en la temporada 1995/96 y su segunda temporada la 1999/00.

### Platense
En 1996 pasó a Platense, donde jugó una temporada.

### Colón
En 1997 regresó a Santa Fe y se unió al clásico rival de Unión, Colón.

### Independiente Rivadavia
En el año 2000 llegó a Independiente Rivadavia. En el equipo mendocino jugó hasta el 2001.

### San Martín de Mendoza
En el 2002 pasó a San Martín de Mendoza, donde estuvo por un breve periodo.

### Belgrano
De cara a la temporada 2002/03 pasó a Belgrano. En el pirata disputó una temporada.

### Instituto
Después de su paso por Belgrano llegó a Instituto. Con la gloria se coronó campeón de la B Nacional y obtuvo el ascenso a Primera División.

### San Martín de San Juan
En 2004 se sumó a San Martín de San Juan. En el equipo sanjuanino disputó dos temporadas, destacando la temporada 2005/06, donde llegó hasta semifinales del reducido.

### Luján de Cuyo
En 2006 volvió a Mendoza, para jugar en Luján de Cuyo. En el equipo mendocino jugó una temporada.

### Deportivo Maipú
En 2007 llegó a Deportivo Maipú, donde le puso fin a su carrera.

## Clubes
| Club                    | País      |
| ----------------------- | --------- |
| Mitre de Esperanza      | Argentina |
| Unión                   | Argentina |
| Atlético Tucumán        | Argentina |
| Platense                | Argentina |
| Colón                   | Argentina |
| Independiente Rivadavia | Argentina |
| San Martín de Mendoza   | Argentina |
| Belgrano                | Argentina |
| Instituto               | Argentina |
| San Martín de San Juan  | Argentina |
| Luján de Cuyo           | Argentina |
| Deportivo Maipú         | Argentina |

## Palmarés
| Título     | Equipo    | País      | Año     |
| ---------- | --------- | --------- | ------- |
| Nacional B | Instituto | Argentina | 2003/04 |